# Religioni in Mongolia

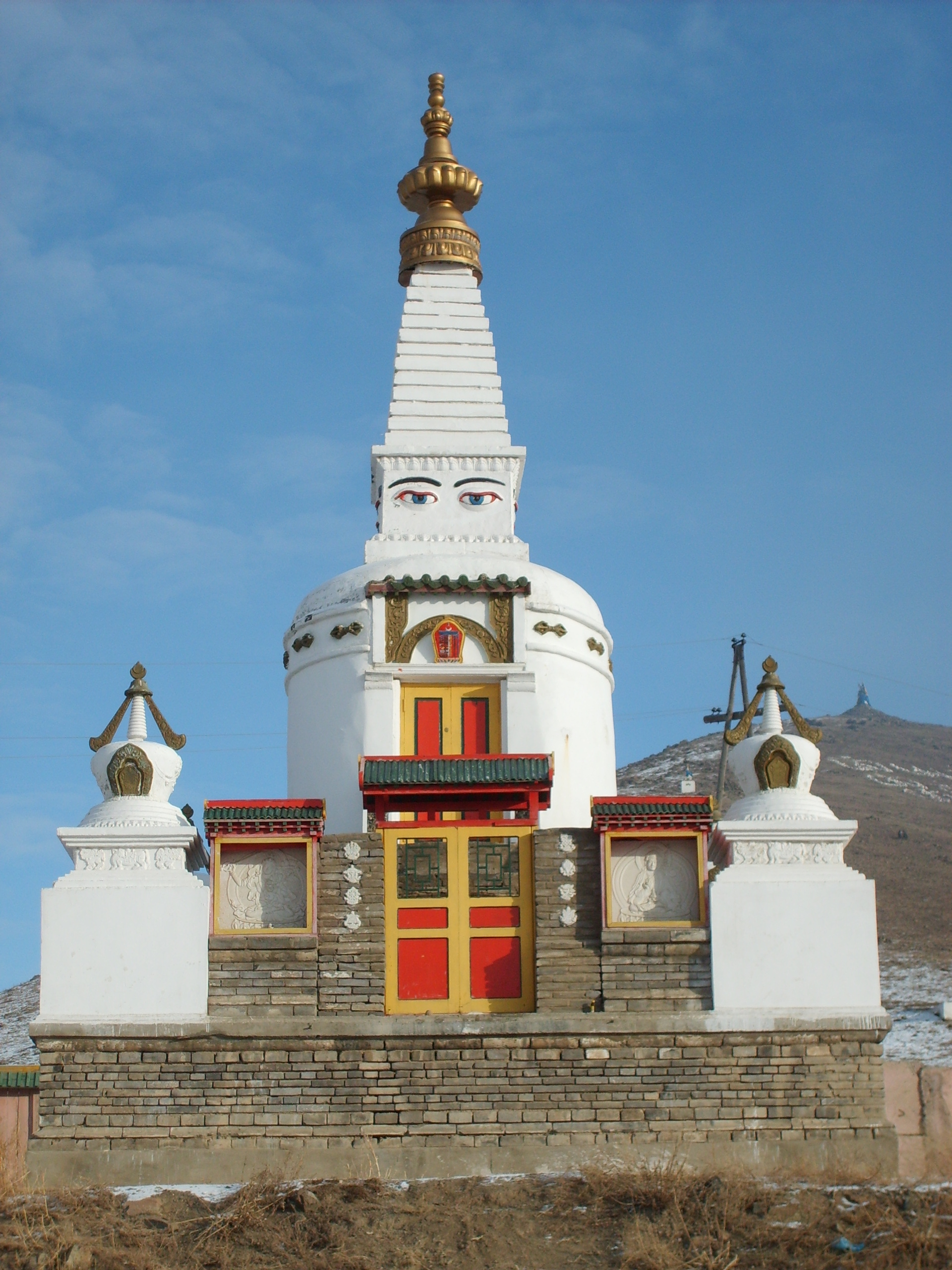
Stupa del tempio buddhista Dambadarjaalin a Ulan Bator.

Le religioni in Mongolia sono state tradizionalmente dominate dalle scuole del buddhismo e dello sciamanesimo mongolo, oltre alla religione etnica caratteristica dei mongoli; storicamente, attraverso l'impero mongolo, questi sono stati esposti alle influenze del cristianesimo (soprattutto nestorianesimo e cattolicesimo) e dell'Islam, anche se queste fedi non sono mai giunte ad aver il predominio.
Durante il periodo socialista della Repubblica Popolare Mongola (1924-1992) tutte le religioni sono state soppresse, ma col passaggio ad una repubblica parlamentare nel corso dei primi anni '90 del XX secolo, vi è stata una ripresa generale delle fedi.
Secondo i dati del censimento svoltosi nel 2010 il 53% dei mongoli s'identificano come buddhisti, il 38,6% come non religiosi, il 3% come musulmani (in prevalenza esponenti dell'etnia dei kazaki), il 2,9% come seguaci della tradizione sciamanica, il 2,1% come cristiani e lo 0,4% come seguaci di altre religioni. Altre fonti stimano che una percentuale significativamente più alta della popolazione segua la religione etnica mongola (almeno il 18,6%).

## Demografia
| Religioni                | 2010            | 2010 |
| Religioni                | Numeri assoluti | %    |
| ------------------------ | --------------- | ---- |
| Buddhismo                | 1.009.357       | 53   |
| Islam                    | 57.702          | 3.0  |
| Sciamanesimo             | 55.174          | 2.9  |
| Cristianesimo            | 41.117          | 2.1  |
| Altre religioni          | 6.933           | 0.4  |
| Non religiosi            | 735.283         | 38.6 |
| Totale della popolazione | 1.905.566       | 100  |